# Булах, Юрий Степанович
Юрий Степанович Булах (1840—1907) — русский юрист, сенатор, действительный тайный советник.

## Биография
Родился 12 (24) июня 1840 года в Ржеве в семье уездного врача Степана Андреевича Булаха (1810—1872), получившего 30 декабря 1846 года дворянство: Указом Герольдии № 903 от 16 марта 1848 года он был внесён в III часть родословной книги Ржевского уезда Тверской губернии. Сына крестили в местной Покровской церкви с именем Георгий; впоследствии в документах он указывался как Юрий.
После окончания в 1857 году Тверской гимназии был принят без экзамена в Московский университет, но сразу же перевёлся на юридический факультет Санкт-Петербургского университета; 2 сентября 1857 года был зачислен в число своекоштных студентов. По представленной им справки о бедности был освобождён от оплаты за слушание лекций в продолжении всего университетского курса. Во время учёбы жил у своего дяди по линии матери Егора Егоровича Беляева. В 1861 году получил диплом об окончании камерального отделения университета со степенью кандидата административных наук.
Вступил в службу в чине коллежского секретаря 6 ноября 1861 года младшим чиновником особых поручений при начальнике Смоленской губернии без жалованья. Уже через два месяца занял должность Правителя канцелярии начальника Смоленской губернии и в июне 1862 года был произведён в титулярные советники. В том же году, 27 октября, состоялся перевод на аналогичную должность в Олонецкую губернию. По болезни уволен от службы 19 августа 1864 года.
В 1865 году он подал прошение о допуске к испытаниям на учёную степень кандидата юридических наук при Московском университете. В октябре этого же года вновь поступил на службу в качестве следователя в Нижнем Новгороде. С 1866 года он — судебный следователь в Туле, с 1867 — член окружного суда в Харькове, с 1868 — товарищ председателя окружного суда, почётный мировой судья в Санкт-Петербурге, с 1875 года — председатель окружного суда в Воронеже.
После производства (01.01.1879) в чин действительного статского советника, с 5 марта он был назначен директором канцелярии Государственного контроля.
В 1883 году, 15 мая он был произведён в тайные советники; в 1884 году назначен членом Совета государственного контроля. Председательствовал в различных контрольных и ревизионных комиссиях; 13 февраля 1891 года назначен сенатором и секретарём в Гражданском кассационном департаменте Правительствующего Сената, где служил до самой смерти.
По мнению А. Ф. Кони, Булах был способным, трудолюбивым, сухим и аккуратным человеком. Скончался в 5 часов утра 9 (22) января 1907 года в Петербурге — в квартире на Сапёрном переулке, дом № 19. Похоронен на Смоленском православном кладбище Санкт-Петербурга.

## Награды
Кавалер орденов: Белого Орла, Св. Владимира 2-й ст., Св. Анны 1-й ст., Св. Станислава 1-й ст. (1880), Св. Анны 2-й ст. (1870).

## Семья
В последние годы жизни Юрий Степанович Булах был вынужден из-за болезни жены, страдавшей нервным расстройством, брать отпуска для выезда за границу на лечение. Его жена — Наталья Карловна (1850—1910), дочь генерала Карла Александровича Бельгарда умерла в психиатрической лечебнице на Удельной.
В семье выросли трое детей:
- София (1874—1956); пережила смерть всех своих троих детей и мужа, Александра Александровича Меркулова.
- Александр (1875—1919); выпускник Александровского лицея, лейтенант флота, вице-консул в Коломбо. Как и мать, окончил свои дни в психиатрической лечебнице на Удельной. Его дочь, Наталия Александровна Клейненберг (1906—1973) — доктор наук, организатор кафедры немецкого языка в Ярославском пединституте.
- Мария (1888—1958).